# 11928 Акімотохіро
11928 Акімотохіро (11928 Akimotohiro) — астероїд головного поясу, відкритий 23 січня 1993 року.
Тіссеранів параметр щодо Юпітера — 3,361.